# Had Boumoussa
Had Boumoussa (franska: Had Boumoussa (CR), Had Boumoussa (Commune Rurale), arabiska: دار ولد زيدوح) är en kommun i Marocko.   Den ligger i provinsen Fquih Ben Salah och regionen Béni Mellal-Khénifra, 190 km söder om huvudstaden Rabat. Antalet invånare är 41 731.